# Aardoppervlak

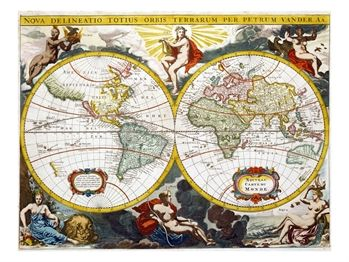
Wereldkaart door Pieter van der Aa, begin 18e eeuw.

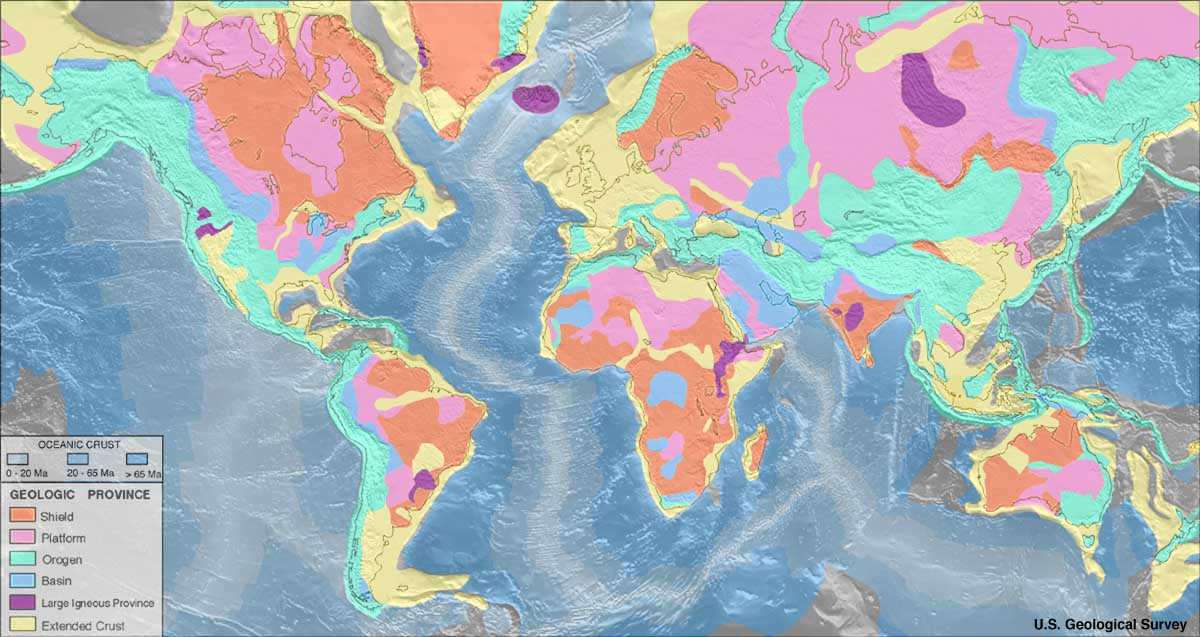
Geologische kaart van de aarde

Het aardoppervlak is het grensvlak tussen de vaste aardkorst, samen met het erop gelegen water, en de atmosfeer. Het aardoppervlak beslaat ongeveer 510 miljoen km² en kan op verschillende manieren in halfronden of hemisferen worden ingedeeld.
Ongeveer 365,5 miljoen km² van het aardoppervlak (71%) is met water bedekt tegen 144,5 miljoen km² (29%) land.

## Bestudering
De bestudering van de inrichting van het aardoppervlak heet geografie of aardrijkskunde. Behalve de inrichting van het aardoppervlak door de mens (sociale geografie) valt ook de natuurlijke staat van het oppervlak (fysische geografie) onder geografie.
De vorm en het ontstaan van het landschap en de landvorm heet geomorfologie. De vorm van de oppervlakte is afhankelijk van een samenspel van geomorfologisch processen als erosie (afbraak) en sedimentatie. Door tektonische processen kan de aardkorst dalen of juist omhoog bewegen. De natuurlijke processen die de landvorm bepalen zijn de zee (marien proces), rivieren (fluviatiel proces), landijs (glaciaal proces) en de wind (eolisch proces).
Het opmeten van het aardoppervlak heet geodesie. De geodesie probeert de vorm van het oppervlak zo nauwkeurig mogelijk te beschrijven, inclusief het oppervlak van de zeebodem. Een doel is het bepalen van de vorm van de Aarde en het opmeten van het zwaartekrachtsveld.
De bodemkunde ten slotte bestudeert de bovenste laag onder het oppervlak. Aan het oppervlak werkt de atmosfeer op harde gesteenten in wat voor verwering en erosie zorgt. Verwering verkleint het gesteente, waardoor de bovenste laag vaak uit los materiaal bestaat, dat regoliet genoemd wordt. Hierin kunnen planten wortelen en diverse organismen leven. Een regoliet waarin biologische activiteit ontstaat wordt een bodem genoemd. Afhankelijk van de graad van verwering en de chemische samenstelling van het oorspronkelijke gesteente zijn er verschillende bodemsoorten te onderscheiden.

## Indeling

Indeling van het landoppervlak in continenten.

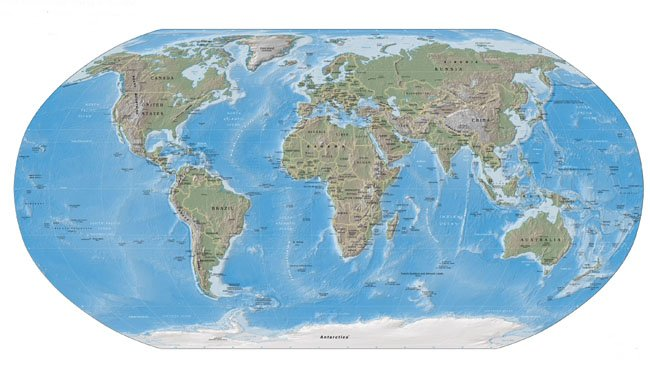
Wereldkaart met oceanen en continenten.

In de geodesie wordt het oppervlak opgedeeld in een zuidelijk en een noordelijk halfrond, maar er kan afhankelijk van de geografische breedte (gemeten vanaf de nulmeridiaan) ook een oostelijk en een westelijk halfrond onderscheiden worden.
Deze halfronden zijn tegelijk culturele en economisch-politieke indelingen, hoewel ze willekeurig gekozen zijn. In de tijd van de Koude Oorlog viel het zuidelijk halfrond min of meer samen met de Derde Wereld; het oostelijk halfrond met de communistische en reaalsocialistische landen van Europa en Azië. Vanwege de veranderde politieke situatie raken deze termen in onbruik.
In de geomorfologie wordt het oppervlak wel verdeeld in een waterhalfrond en een landhalfrond. Het eerste bevat de Grote Oceaan en omringende continenten, het tweede de Atlantische Oceaan en Eurazië.
In de verdragen van Tordesillas (1494) en Zaragoza (1529) werd het aardoppervlak in kolonialistische invloedssferen onder Spanje en Portugal verdeeld.
Een andere indeling is die in een Oude Wereld (Eurazië en Afrika) en een Nieuwe Wereld (de beide Amerika's).

### Water en land
Geomorfologisch kan het aardoppervlak verdeeld worden in vasteland (continenten), oceanen en zeeën, meren en eilanden. Op het land is het aardoppervlak het grensvlak tussen vast materiaal en lucht, maar op het water zijn twee grensvlakken te onderscheiden: het wateroppervlak (de zeespiegel) en het oppervlak van de vaste zeebodem (de bathymetrie). Ook op het vasteland kunnen echter meerdere oppervlakten genomen worden: de bovenkant van de vegetatie, de bovenkant van de bebouwing (topografie) of de bovenkant van de bodem (orografie). In gebieden met landijs is de vraag of het ijs tot de oppervlakte gerekend moet worden of tot de bodem.
In de platentektoniek wordt het oppervlak van de vaste Aarde verdeeld in tektonische platen, die zeer langzaam ten opzichte van elkaar bewegen.

## Hoogte

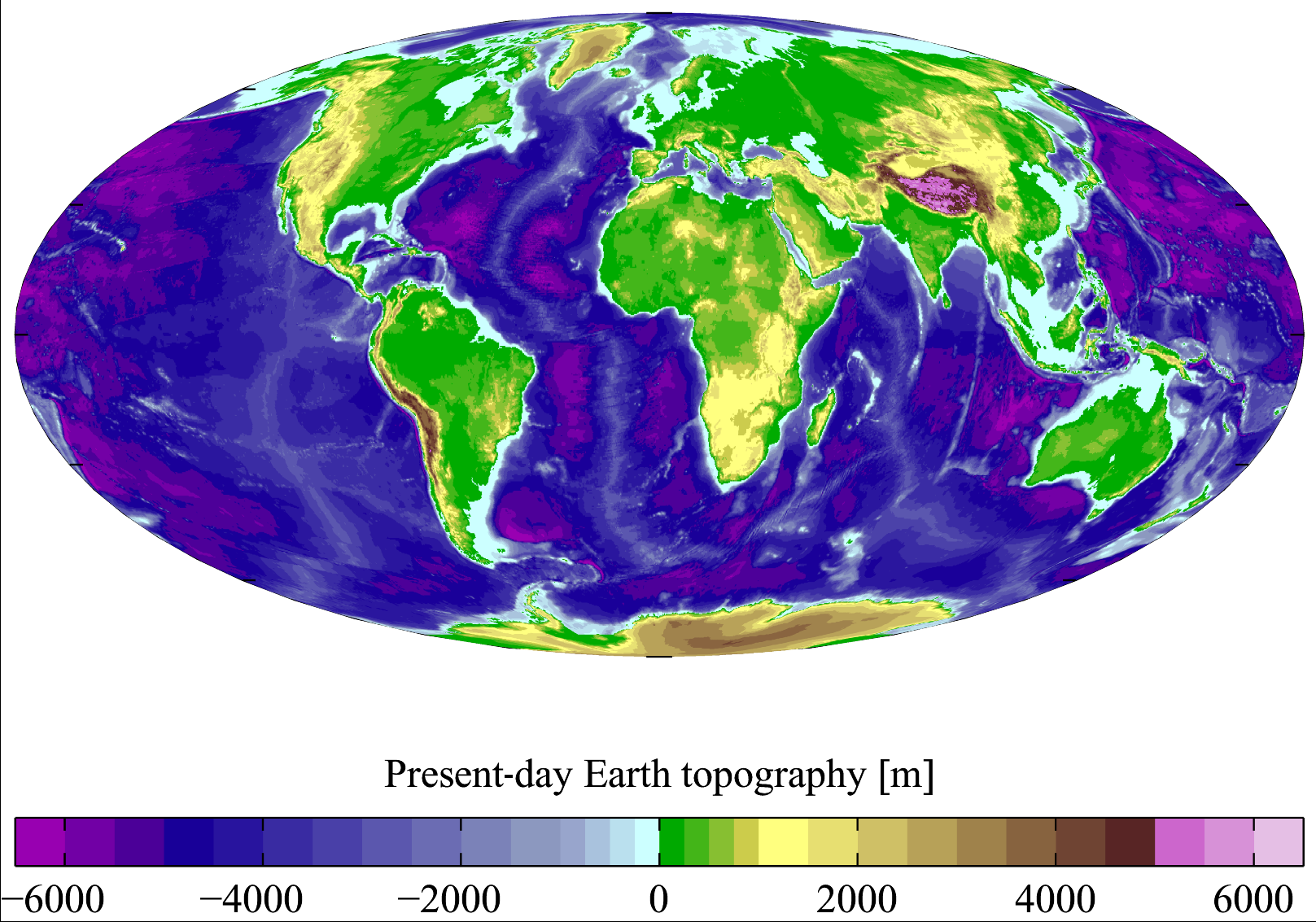
hoogtes op Aarde

verdeling van hoogtes op aarde

De gemiddelde hoogte van het landoppervlak boven de zeespiegel is ongeveer 700 m. Het hoogste punt boven de zeespiegel is de Mount Everest (8844 m), het diepste punt is het oppervlak van de Dode Zee (-410 m).
De zeebodem ligt gemiddeld zo'n 3500 m onder de zeespiegel. Men maakt onderscheid tussen ondiepe zeeën (tot een paar honderd meter diep, het continentaal plat) en diepe oceanen (gemiddeld een paar kilometer diep). Een uitzondering vormen de troggen, die tot 10 km diep kunnen worden. Het diepste punt onder de zeespiegel ligt in de Marianentrog.
- ondergrond
- landschap
- landvorm
- aardkorst
- lithosfeer
- vorm van de Aarde